# Madani El Glaoui
Si El Madani El Glaoui, de son nom complet Si El Madani El Mezouari El Glaoui (en arabe : المدني المزواري الڭلاوي), surnommé le fquih (le lettré), né vers 1860 - 1866 à Télouet dans le Haut Atlas marocain et mort le à Marrakech le 14 août 1918, est un caïd (c'est-à-dire un gouverneur nommé par le Sultan), un chef militaire et un homme d'État marocain.
Descendant d'une famille au service du Makhzen marocain dès le règne du Sultan Moulay Ismail, et investi par le Sultan Moulay Hassan, Si El Madani servira 4 Sultans successifs avec plusieurs fonctions, culminant avec sa nomination en 1908 comme Grand Vizir (صدر أعظم en arabe) sous le Sultan Moulay Hafid avant son renvoi en 1911 sous l'influence de la France à laquelle il s'était opposé.

Il joua un rôle non négligeable dans l’histoire du Maroc de la fin du 19e siècle et du début du 20e, dans un contexte de pénétration coloniale et fut véritablement, comme l'affirme Paul Pascon, « le fondateur de la puissance des Glaoui ». D’autres auteurs, tels que Montagne, Harris, Terrasse ou Maxwell ont reconnu cette prééminence de Si El Madani sur tous les autres membres de la famille et en particulier sur son cadet le pacha Haj Thami. Abdessadeq El Glaoui, fils du pacha, atteste lui aussi de cette primauté. A sa mort en 1918, Si El Madani avait sous son autorité une région s'étendant depuis Marrakech, sur les deux versants de l'Atlas, et englobant les régions des Mesfioua, de Demnate, de Ouarzazate, de Skoura, du Dadès et du Todgha vers le Tafilalet, de l’oued Draa, des Zenaga, des Souktana et des Aït Ouaouzgit. Marc de Mazières, membre de l'Académie des sciences d'outre-mer décrit ainsi le contrôle de Si El Madani sur le sud du pays dans son ouvrage Promenades a Marrakech en 1937 : 
« En 1912, Si Madani Glaoui, le plus grand seigneur et caïd du Maroc, chef de la puissante famille berbère des Glaoua, commandait à la fois Marrakech et les tribus de la plaine et de la montagne jusqu'au confins du Tafilalet où les chemins sont gardés par des châteaux-forts imposants par leur architecture guerrière. »

## La famille El Glaoui
L'ancêtre de la famille El Mezouari El Glaoui est Sidi Abdallah, l'un des trois fils de Sidi Bou M'hammed Salah qui vécut sous les Almohades (né en 1170, décédé en 1251). Cet homme de foi, dont la zaouia se trouve à Safi, a été l'un des premiers à organiser le pèlerinage annuel à la Mecque en instaurant le «rakb al hajj» ou cortège officiel qui sera formé dès lors tous les ans sous le patronage des souverains. Sidi Abdallah, s'installa à Ighil Noubiane, à proximité de Télouet, une étape sur une des routes du pèlerinage et du commerce. Il se plaça sous la protection d'un saint homme du pays, et en devint l'amezouar (ce titre provient du verbe «zwour» qui veut dire précéder, guider, en langue Tachelhit). C'est de là que provient le nom de famille El Mezouari. Le nom El Glaoui (aglaou en Tachelhit) découle quant à lui du nom de la tribu qui entoure Télouet et qui se nomme Igliwa (Glaoua dans sa forme arabisée).

Tout à la fin du XVIIe siècle, un de ses descendants, Ahmed Er-Radi Amezouar a été nommé caïd des Glaoua sous le règne de Moulay Ismaïl. Lui succéda en 1700 le caïd Abdessadeq El Glaoui qui reçut la visite de Moulay Ismaïl à Télouet. Cette visite royale est mentionnée par Thomas Pellow, captif anglais ayant vécu au Maroc entre 1715 et 1738 et qui fut au service de Moulay Ismaïl : 
« We were most courteously entertained by Alcayde Abdetsadick Elgolowey, a very good man of the sort, and then a Governor of that part of the country, he being in very high esteem with the Emperor, on account of his keeping his people under very strict order and good decorum. » 

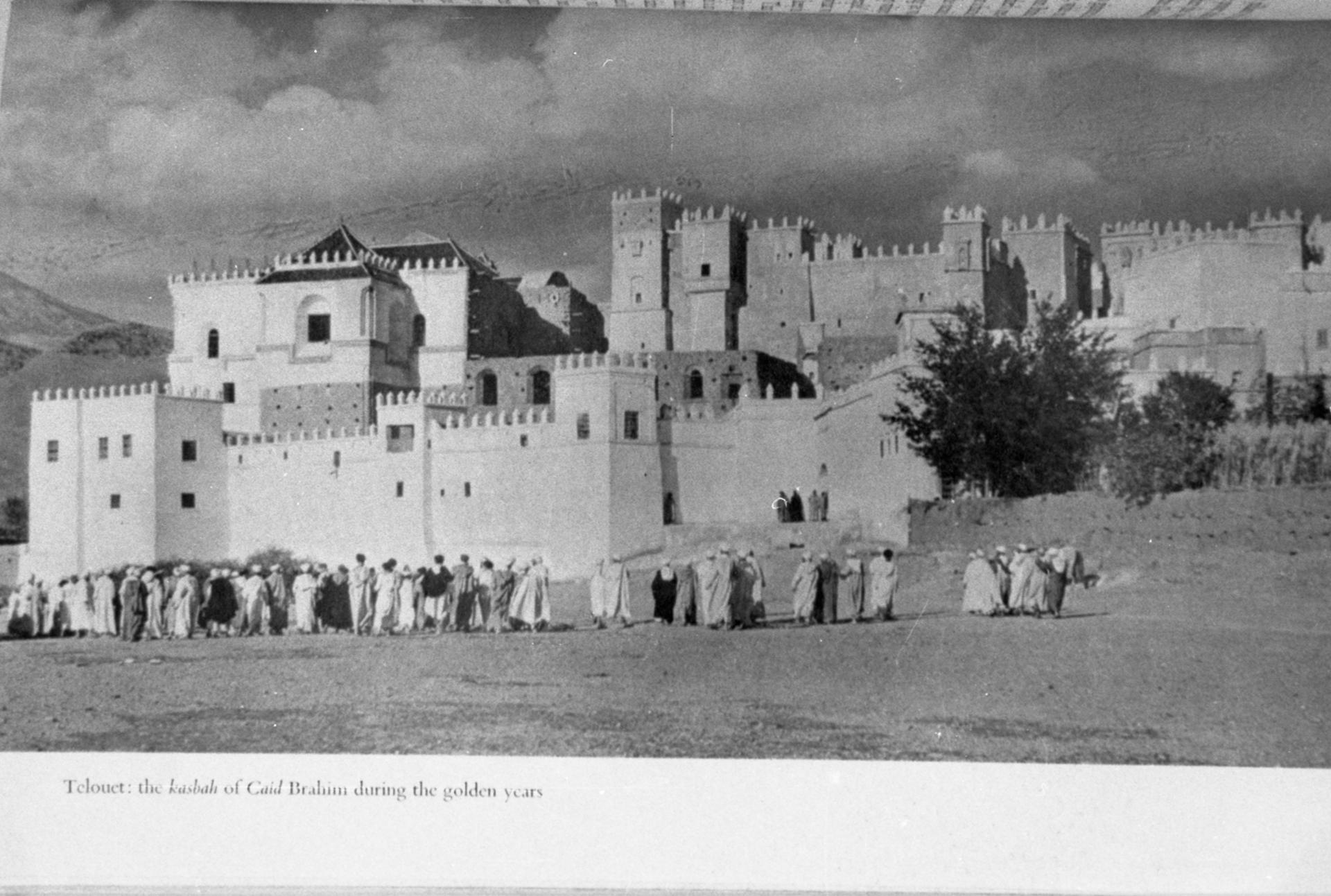
La Kasbah de Telouet, fief de la famille El Glaoui

Ce fut le début d’une longue tradition que l’on retrouve au XIXe siècle, avec la nomination en 1862 du père de Si El Madani, Si Mohammed Ou Hammou, dit Tibibt (bruant striolé en Tachelhit), comme caïd des Glaoua et de la confédération des Aït Ouaouzguit, à charge pour lui de soumettre cet ensemble de tribus au Makhzen, c’est-à-dire à l’État. Aux côtés d’autres chefs importants du Sud marocain, comme El Goundafi et El Mtougui, Si Mohammed Ou Hammou fut l’un de ces fameux grands caïds du Sud à propos desquel Eugène Aubin a créé l’expression de « seigneurs de l'Atlas » qui fut reprise notamment par Jérôme et Jean Tharaud puis par Gavin Maxwell.

## Carrière
En 1882, le sultan Moulay Hassan avait nommé Si El Madani comme «khalifa» (adjoint) de son père, puis après le décès de ce dernier en 1888, comme caïd alors à peine âgé de 22 ans. Si El Madani prit en charge l'éducation de son seul frère germain, Thami (alors âgé de 9 ans), le future pacha de Marrakech.
La halte du sultan Moulay Hassan (pendant vingt-cinq jours) à Télouet en novembre 1893, au retour d'une expédition dans le Tafilalet et en pleine tempête de neige, constitua un tournant majeur dans le parcours de Si El Madani. Le souverain fut reçu de la meilleure des façons par Si El Madani qui lui offrit des chevaux et des mulets et assura l’approvisionnement en vivres de son armée. En reconnaissance de son accueil ainsi que de sa valeur et de sa fidélité au Trône, Moulay Hassan donna en dépôt à Si El Madani un canon Krupp de neuf pouces, des obus et une dotation de fusils modernes, tout en le nommant son khalifa pour le sud du pays sur, entre autres, la Feïja, la vallée du Draa et la vallée du Todgha,,.
Ses fonctions de caïd le menèrent dans plusieurs expeditions militaires à travers le Maroc et entre autres dans le Souss, dans les R’hamna en 1896, contre le rogui (c’est-à-dire rebelle) Tahar Ben Slimane, contre les Berabers en 1900 et d'autres.
Entre avril et décembre 1903, à la tête d'une mehalla (expédition militaire) de 50 000 hommes, il livra une série de combats contre le rogui Bou H’mara et les tribus qui lui étaient alliées entre Fès et Oujda et libéra la ville de Taza après avoir été blessé trois fois . Il ne put cependant pas venir à bout de Bou H'mara ce qui lui valut de devoir payer une amende de 100 000 rials à Moulay Abdelaziz (et ce qui valut au ministre de la guerre de l’époque, Si El Mehdi El M’nebhi, d’être exilé à Tanger) ,.
En tant que gouverneur du Tafilalet, poste auquel le nomma Moulay Abdelaziz par un dahir du 19 Safar 1318 (18 juin 1900) , Si El Madani joua un rôle important dans le maintien de la paix civile dans cette région après l’annexion par les Français du complexe oasien du Touat-Tidikelt-Gourara.

### La Hafidiya et l'apogée du pouvoir de Madani El Glaoui
En outre, Si El Madani a été un acteur essentiel de la Hafidiya, mouvement dirigé par Moulay Hafid, alors vice-roi à Marrakech de son frère, le sultan Moulay Abdelaziz. La hafidiya, fut un mouvement de grande ampleur porté par une ferveur populaire que Abdallah Laroui a considéré comme étant «la première expression d’un nationalisme marocain moderne» . Ses objectifs principaux étaient de libérer le pays des occupations françaises des régions d’Oujda et de Casablanca qui eurent lieu respectivement en mars 1907 et en août 1907, d'abolir l'Acte d’Algesiras, de supprimer le régime des protections, d’annuler le maqs (taxe et droits de porte) et généralement, de défendre la religion. Si El Madani fut le principal soutien politique et militaire de Moulay Hafid. Les troupes hafidiennes, commandée directement par Si El Madani et comportant essentiellement de éléments glaoua, m’tougua, souktana, abda et rhamna, menèrent plusieurs batailles contre celles de Moulay Abdelaziz et vainquirent définitivement ces dernières le 19 août 1908 à Agadir Bouaachiba, non loin d'El Kelaa des Sraghna.
Dès sa prise de pouvoir en août 1907, Moulay Hafid le désigna au poste de « allaf al kebir » (c'est-à-dire ministre de la guerre) et épousa sa fille, Lalla Rabia, avec laquelle il eut trois enfants. En mai 1908, une fois Fès conquise par le nouveau régime, Si El Madani fut promu au poste de Grand vizir, poste auquel il démontra une volonté de réforme.

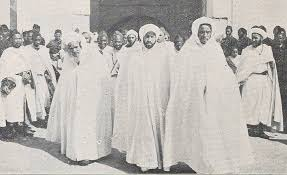
De droite à gauche: le Grand Vizir Si El Madani El Glaoui, Si Tayeb El Mokri, ministre des finances et Si Abdelmalek El Mtougui, Ministre des Affaires Etrangères

La position qu’occupait Si El Madani lui permit d’ouvrir la porte du pouvoir à ses quatre cadets. C’est ainsi qu’il fit nommer Haj Thami en tant que pacha de Marrakech en 1909 et ses trois autres frères comme caïds dont diverses régions du sud du pays.

La prise de conscience de Si El Madani quant à la nécessité d’entreprendre une réforme institutionnelle et fiscale, prenait sa source dans la connaissance des bouleversements apportés par le progrès technique en Algérie qu’il avait visitée, et à travers ses contacts avec la mission militaire française dont il avait pu apprécier la supériorité technique et opérationnelle. 
« Et Sid el-Madani me raconte qu'il a commandé pendant quelques mois les contingents envoyés contre le Rogui. Il est passé par Oran, où il a séjourné assez longtemps pour connaître les Français, pour admirer leurs soldats, leur armement. »
Ce désir de réforme se trouvait en butte à une opposition frontale de la part de la majorité des oulémas et, comme le considère l’historien américain Edmund Burke III, à l'absence d'un groupe social porteur d’idées modernistes comme ce fut le cas pour les Jeunes-Turcs. Divers témoignages nous renseignent sur la curiosité de Si El Madani pour les affaires mondiales et la modernité. 
« Already he was interested in the world outside his mountains fastness and was a subscriber to the Arabic press of the Arab East. »
« Au moment des combats sous Verdun il me demandait des détails précis sur la topographie de la région meusienne pour pouvoir mieux suivre les détails de la bataille. »

« Si el Madani caïd de Glaoui, est un homme jeune d'une trentaine d'années, actif autant que peut l'être un Marocain haut placé, très au courant de ce qui se passe dans le monde (derniers incidents de la frontière franco-marocaine; phases successives de la guerre russo-japonaise, etc.). C'est un homme à idées larges. »

### Opposition à la France et disgrâce
Il s'opposa à l’ascendant grandissant des Français qui étendaient leur influence par le biais de leur mission militaire. Conscients du danger de ne dépendre que de l’assistance militaire française, le sultan et Si El Madani, tentèrent de contenir cette dernière en recourant à l’expertise turque pour réorganiser l’armée régulière. C’est ainsi qu’arrivèrent au Maroc, en novembre 1909, un capitaine et 10 sous-officiers turcs, au grand mécontentement des Français qui réclamèrent leur renvoi immédiat. Plusieurs auteurs ont fait état de l’opposition de Si El Madani aux Français et de l’hostilité de ces derniers à son encontre. Par exemple, le Dr. Weisgerber indique ce qui suit:
« Le seul membre du makhzen avec lequel nous entretenions des rapports confiants et même cordiaux était Si Aïssa Ben Omar, vizir des relations extérieures. Devenu suspect de ce fait, détesté du grand-vizir El Glaoui, il fut révoqué et interdiction lui fit faite de quitter la capitale. »  
Cette opposition, ainsi que la révolte des tribus Cherada de Fez (durant laquelle le 26 avril 1911, il faillit être tué au combat après que son cheval fut abattu) fut la cause de son limogeage par Moulay Hafid le 26 mai 1911 sous la pression du général Moinier, chef de la mission militaire française au Maroc et du consul de France Gaillard. Dans une dépêche de Gaillard à De Billy, chargé d'affaires de la République française à Tanger, datée du 26 mai 1911, la disgrâce du fqih est décrite comme suit : 
« Le Sultan a décidé la révocation du Grand Vizir. Aujourd'hui, il lui a fait dire de ne plus se rendre au Makhzen jusqu'à nouvel ordre. […] J’ai aussitôt avisé le Général Moinier. Il a été très satisfait de cette mesure qui facilitera grandement l'œuvre de pacification. »
Ladret de Lacharrière ajoute :
« Le résultat le plus marquant pour les Marocains de l'arrivée des français à Fez a été la disgrâce du grand vizir Si Madani el Glaoui. »
ou encore Burke: 
«One of the first steps taken by the French after their arrival was the summary firing of Madani al-Glawi and all members of his clan hlding makhzan office.» 
Le capitaine Maurice-Édouard Le Glay, officier français détaché aux Affaires Étrangères, envoyé au Maroc en 1908 pour préparer la pénétration française, considère que la destitution du Grand Vizir répondait aussi aux voeux de la bourgeoisie de Fès : 
« La venue à Fez de ces grands chefs berbères […] devait aussi exaspérer la bourgeoisie religieuse et commerçante de cette ville jusque-là étroitement mêlée au Gouvernement et qui se voyait dépossédée de la conduite des affaires et de ses produits par ce qu’elle appelait un «makhzen de bédouins». »
Laroui lui aussi considère que la France permit à la classe de marchands Fassis de reprendre le controle des affaires.
Après son renvoi, Si El Madani se retira dans son fief du Sud où son influence et sa puissance militaire étaient restées intactes et l'avaient protégé contre des sanctions plus dures,. Après son depart, la France imposera au Sultan la signature du Traité de Fès mettant en place le Protectorat le 30 mars 1912.
L'annonce de la signature du Protectorat declencha des soulevements dans plusieurs régions et un mouvement anti-européen similaire à la hafidiya. Depuis le Sud, et après l'abdication forcée de Moulay Hafid, Si El Madani, est soupconné d'avoir intrigué avec Moha Ou Hammou Zayani, et Si Abdelmalek El Mtougui, deux autres chefs berbères, pour faire installer un nouveau Sultan pour s'opposer à la France.
le 3 mai 1912 Sidi Ahmed El Hiba fils du resistant Cheikh Ma el Aïnin, lève une armée à Tiznit pour combattre la France et prend Marrakech le 15 août. Si El Madani qui d'après Burke, entretenait une correspondance secrète avec El Hiba adopte une neutralité positive envers lui.

### Le retour en grace
Cependant Lyautey, reconnaissant l'importance de Si El Madani et son pouvoir dans le Sud, et cherchant à ménager l'avenir, lui remit avec les honneurs militaires, sa propre croix d’officier de la Légion d'honneur au fqih, dans une cérémonie solennelle sous les remparts de la ville, dès son arrivée le 1er octobre 1912, et ayant été reproduite à la une du Petit Journal du 27 octobre 1912 .
Ayant été rétabli dans ses commandements, le fqih avait repris son autorité sur une région s’étendant depuis Marrakech, sur les deux versants de l’Atlas, et englobant les régions des Mesfioua, de Demnate, de Ouarzazate, de Skoura, du Dadès et du Todgha vers le Tafilalet, de l’oued Draa, des Zenaga, des Souktana et des Aït Ouaouzgit etc. Pascon indique que « la famille Glaoui, alors, dispose d’une autorité directe sur 500.000 habitants et 35.000 km².»